# Kampioenschap van Zürich 2001
Het Kampioenschap van Zürich 2001 was de 88e editie van deze wielerkoers (ook wel bekend als Züri-Metzgete) en werd verreden op 26 augustus, in en rond Zürich, Zwitserland. De koers was 248,4 kilometer lang en maakte deel uit van de strijd om de wereldbeker. Aan de start stonden 185 renners. Slechts 56 coureurs bereikten de eindstreep, met Vladimir Smirnov (Litouwen) als laatste op ruim 16 minuten van de Italiaanse winnaar Paolo Bettini. 

## Uitslag
| Kampioenschap van Zürich 2001 |                      |                         |            |
| Plaats                        | Naam                 | Ploeg                   | Tijd       |
| Winnaar                       | Paolo Bettini        | Mapei-Quick Step        | 6u 17' 48" |
| 2                             | Jan Ullrich          | Team Deutsche Telekom   | z.t.       |
| 3                             | Fernando Escartín    | Team Coast              | z.t.       |
| 4                             | Francesco Casagrande | Fassa Bortolo           | z.t.       |
| 5                             | Erik Dekker          | Rabobank                | + 21"      |
| 6                             | Cristian Moreni      | Mercatone Uno-Stream TV | z.t.       |
| 7                             | Marco Serpellini     | Lampre-Daikin           | + 1' 04"   |
| 8                             | Niki Aebersold       | Team Coast              | + 1' 09"   |
| 9                             | Mario Aerts          | Lotto-Adecco            | + 1' 12"   |
| 10                            | George Hincapie      | US Postal Service       | + 1' 20"   |